# Inglewood (Kalifornie)
Inglewood je město (city) v okrese Los Angeles County ve státě Kalifornie ve Spojených státech amerických. Žije zde přibližně 108 tisíc obyvatel. Město se nachází v jižní části okresu, 14 kilometrů jihozápadně od centra Los Angeles, a je součástí metropolitní oblasti Velké Los Angeles. Sousedí s městy Los Angeles a Hawthorne.
Většinu území města Inglewood tvoří rezidenční oblasti. V severní části, poblíž centra města, se na ploše 1,2 km² nachází rozsáhlý hřbitov Inglewood Park Cemetery (zřízen 1905), který slouží pro celý okolní region. Ve střední části města se poblíž sebe nalézají sportoviště: multifunkční hala The Forum z roku 1968, krytý stadion SoFi Stadium z roku 2020 (stojící v místě dostihové dráhy Hollywood Park Racetrack, fungující v letech 1938–2013) a multifunkční hala Intuit Dome z roku 2024.

## Historie
Na území pozdějšího města Inglewood byla roku 1887 přivedena železniční trať ze Santa Moniky, která zde byla o rok později propojena v železniční stanici s novou dráhou spojující Los Angeles a Redondo Beach. V místě pozemků ranče Centinela u železniční stanice začalo ještě tentýž rok na rozparcelované půdě vznikat nové městečko Inglewood. Roku 1902 byla přes Inglewood postavena meziměstská elektrická dráha z Los Angeles do Hawthornu (a dále do Redondo Beach), tentýž rok došlo k elektrifikaci santamonické tratě. Zástavba města se úspěšně rozvíjela, městská samospráva byla zřízena v roce 1908. Trať z Los Angeles přes Inglewood do Hawthornu převzala v roce 1912 společnost Los Angeles Railway a začlenila ji do své tramvajové sítě.
V roce 2022 byla v trase železnice do Redondo Beach postavena trať losangeleského metra se třemi stanicemi na území města (Fairview Heights, Downtown Inglewood, Westchester/Veterans).

## Partnerská města
- Bo, Sierra Leone
- Pedavena, Itálie
- Port Antonio, Jamajka
- Ringwood, Victoria, Austrálie
- Tijuana, Mexiko